# Amblyopone zwaluwenburgi
Amblyopone zwaluwenburgi är en myrart som först beskrevs av Williams 1946.  Amblyopone zwaluwenburgi ingår i släktet Amblyopone och familjen myror. Inga underarter finns listade i Catalogue of Life.

## Bildgalleri

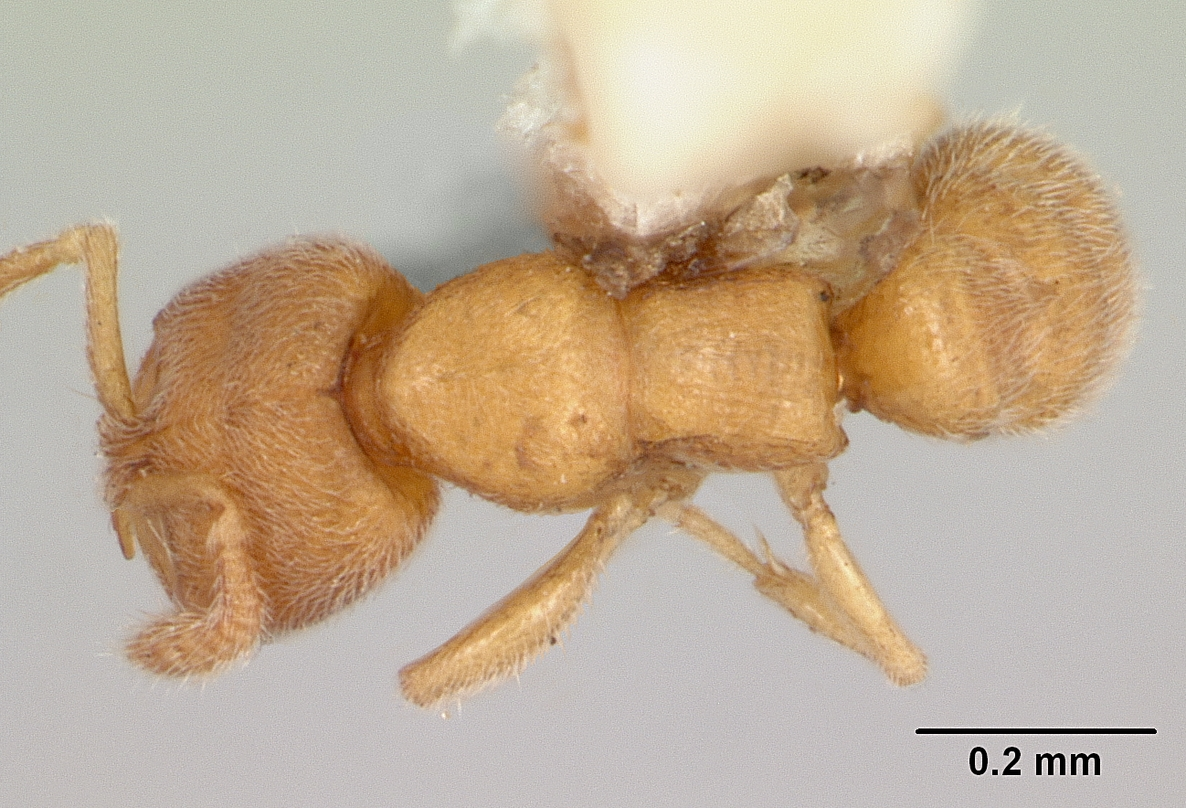
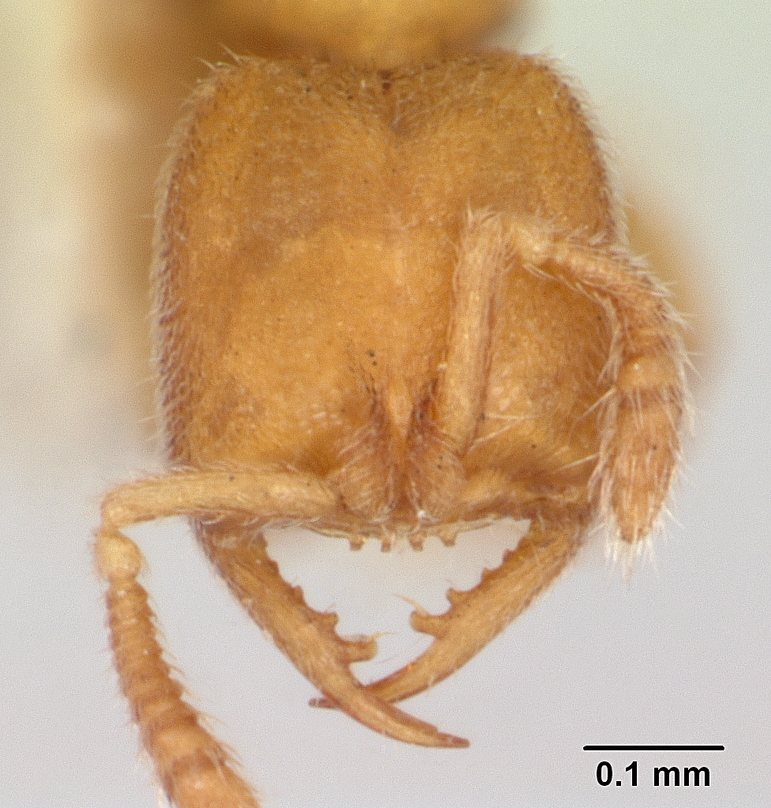
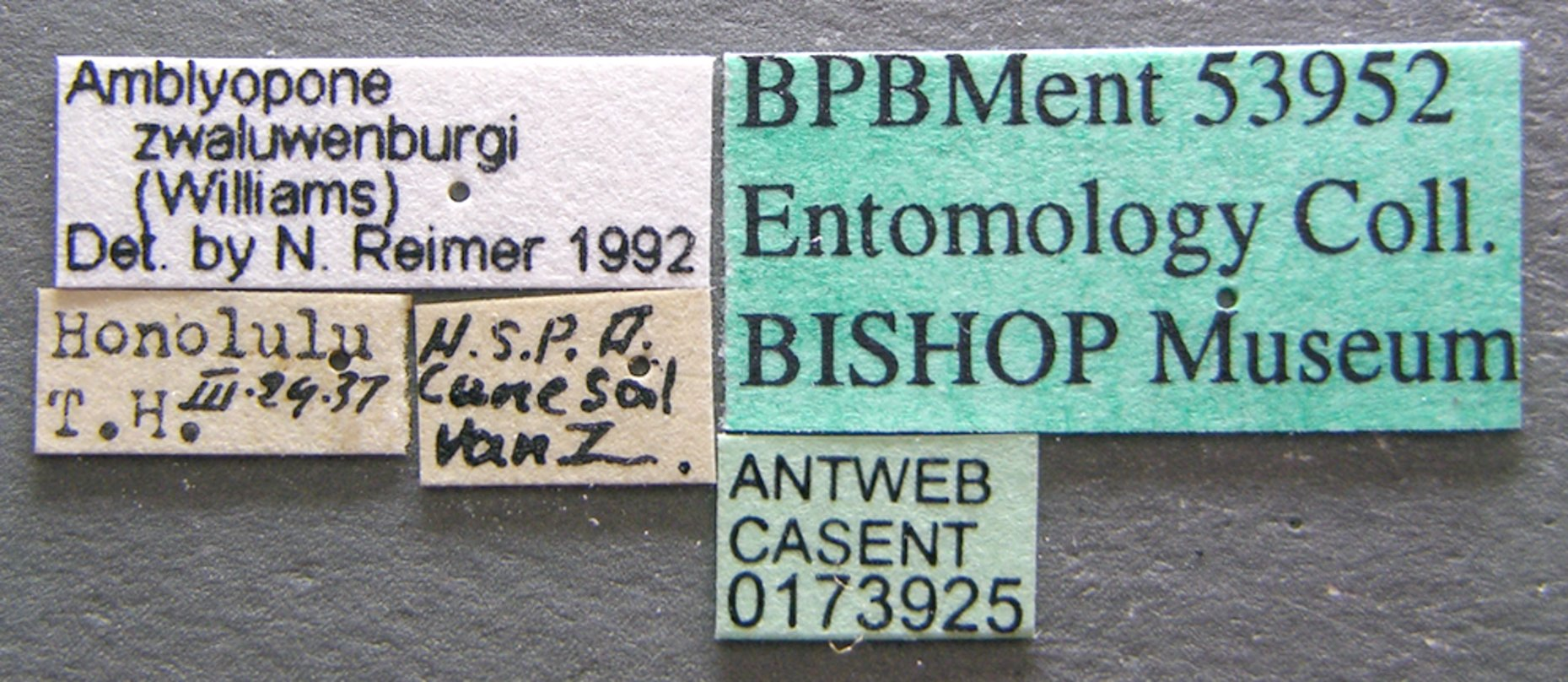
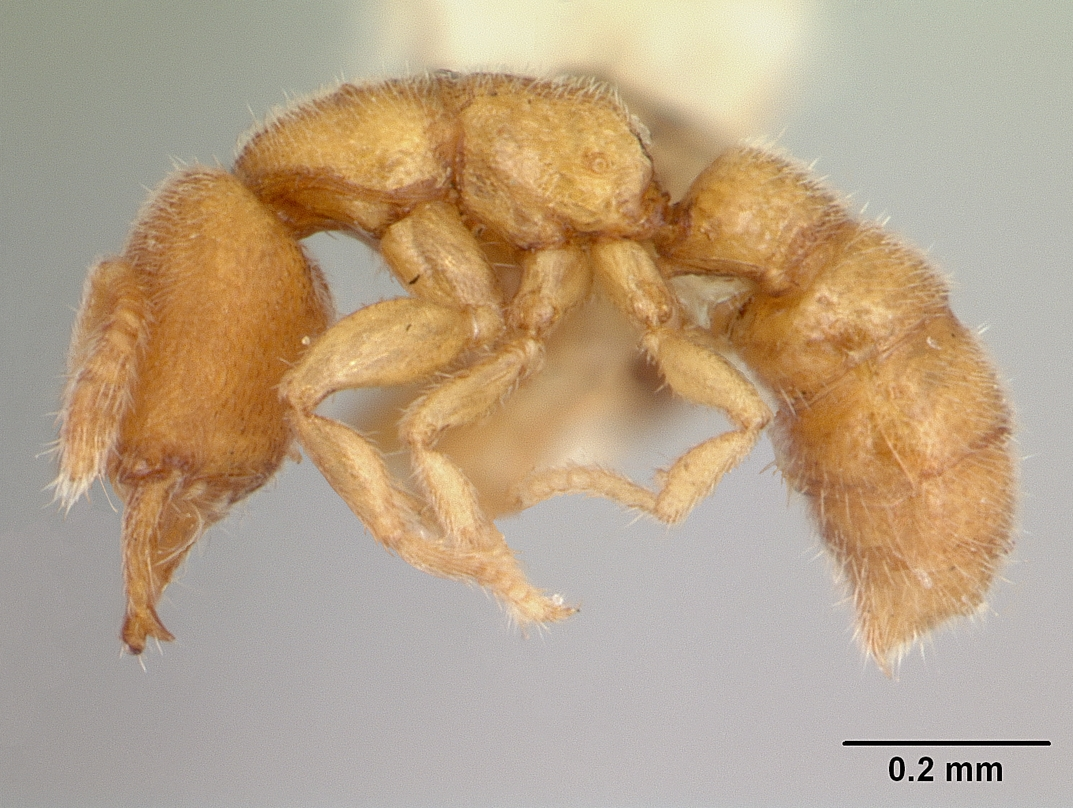